# Phyllanthus anabaptizatus
Phyllanthus anabaptizatus är en emblikaväxtart som beskrevs av Johannes Müller Argoviensis. Phyllanthus anabaptizatus ingår i släktet Phyllanthus och familjen emblikaväxter.
Artens utbredningsområde är Sri Lanka. Inga underarter finns listade i Catalogue of Life.